# Герб Британської Антарктичної Території
Герб Британської Антарктичної Території вперше був представлений в 1952 р, а офіційно затверджений в 1969 р

## Опис
У срібному полі три підвищених лазурових вузьких хвилястих пояси; поверх усього розміщене червоне перекинуте вістря, обтяжене золотим смолоскипом, від полум'я якого йде сяйво. На щиті срібний із золотими прикрасами шолом з срібно-блакитним бурелетом і наметом. В нашоломнику — корабель «Діскавері» зі спущеними вітрилами. Утримують щит — золотий з червоним язиком і озброєнням лев, що стоїть на зеленому трав'яному підніжжі, і пінгвін, що стоїть на срібній крижині. Девізна стрічка золота, на неї червоними літерами накреслено «Research and Discovery».

## Символіка
Біле поле з хвилястими синіми смужками — покрита льодом земля Антарктики і води Атлантики.
У наверші герба — судно «Діскавері» або «Відкриття» (RRS Discovery) — британське дослідницьке вітрильне судно, назване на честь корабля Дж. Кука, на якому була здійснена Британська антарктична експедиція для дослідження майже зовсім невідомого тоді континенту. Щит підтримують золотий лев і імператорський пінгвін. Девіз «Дослідження і Відкриття» відображає цілі Британської антарктичної експедиції.